# Omnimodo facturus
Der omnimodo facturus (auch alias facturus) ist ein Begriff aus dem Allgemeinen Teil des Strafrechts. Es handelt sich um einen Täter, der fest und unter allen Umständen (omnimodo) entschlossen ist, die Tat zu begehen (facturus).
Die rechtliche Streitfrage ergibt sich dann, wenn ein Anstifter den omnimodo facturus zu einer Straftat anstiften möchte, dies aber nicht vermag, weil der vermeintlich Anzustiftende zur Begehung der Tat selbst bereits entschlossen ist. Da der Tatentschluss nicht mehr hervorgerufen wird, fehlt es an der für die Anstiftung notwendigen Kausalität des Anstifterhandelns. Allerdings geht der Anstifter in diesem Falle nicht straffrei aus: Er wird nach herrschender Meinung wegen psychischer Beihilfe als Gehilfe verurteilt bzw. gegebenenfalls wegen versuchter Anstiftung.
Problematisch sind Konstellationen, in denen der Anstifter erreicht, dass die Tat auf andere Weise als vorgesehen begangen wird:
- Abstiftung (vom schwereren Delikt auf das schwächere Delikt): Der Abgestiftete ist omnimodo facturus des schwächeren Delikts als vom ursprünglichen Tatplan eingeschlossenen unrechtlichen Weniger. Bei der Abstiftung bleibt daher der Abstifter in der Regel straflos (möglicherweise aber psychische Beihilfe, jedoch ist der tatbestandliche Erfolg dem Anstifter nach dem Prinzip der Risikoverringerung meist nicht zuzurechnen).
- Umstiftung (von einem Delikt zu einem anderen Delikt): Da der Umgestiftete nur omnimodo facturus hinsichtlich des ursprünglichen Delikts war, besteht hier beim Umstifter eventuell für das neue Delikt eine Strafbarkeit wegen Anstiftung nach § 26 StGB, sofern dafür kein Rechtfertigungsgrund vorliegt (insbesondere des rechtfertigenden Notstandes, wenn auf ein schwächeres Delikt umgestimmt wird (Güterabwägung)).
- Aufstiftung (vom schwächeren zum schwereren Delikt): Der Aufgestiftete ist schon omnimodo facturus des Grunddelikts. Dennoch geht die herrschende Meinung davon aus, dass nunmehr eine Anstiftung zur Qualifikation vorliegt, da der Aufstiftende die Rechtsverletzung durch sein Bestimmen noch intensiviert. Eine Mindermeinung sieht hier (nur) einen möglichen Fall einer psychischen Beihilfe. Eine vermittelnde Meinung bejaht dann eine Anstiftung, wenn die aufgestiftete Qualifikation eine eigenständige Straftat wäre (z. B. Qualifikation einer Körperverletzung beim Raub, § 250 Abs. 2 Nr. 3 StGB).